# Hjultræ-familien
Hjultræ-familien (Trochodendraceae) er stedsegrønne træer, som kan kendes på deres dybt indskårne, håndnervede blade.
| Slægter |

- Tetracentron
- Hjultræ-slægten (Trochodendron)

Familien er oprettet ved sammenlægning af to ældre, monotypiske familier: Tetracentraceae og Trochodendraceae.